# ستيجن هوبين
ستيجن هوبين (بالهولندية: Stijn Houben)‏ (5 أبريل 1995 بماستريخت في هولندا - ) هو لاعب كرة قدم هولندي في مركز الدفاع. لعب مع كريينهوت ونادي دلهي ديناموس.

## روابط خارجية
- ستيجن هوبين على موقع قاعدة بيانات كرة القدم.إي يو (الإنجليزية)
- ستيجن هوبين على موقع Soccerway.com (الإنجليزية)